# Питейка
Питейка — река в России. Истекает из Томской области и течёт на восток, в Красноярский край. Устье реки находится в 28 км по левому берегу реки Малая Еловая. Длина реки составляет 79 км, площадь водосборного бассейна 698 км².

## Бассейн
- 8 км: Малая Питейка пр
  - ? км: Незаметная пр
- ? км: Тихий пр
- 42 км: Правая Питейка пр

## Данные водного реестра
По данным государственного водного реестра России, относится к Верхнеобскому бассейновому округу, водохозяйственный участок реки — Кеть, речной подбассейн реки — бассейн притоков Верхней Оби от Чулыма до Кети. Речной бассейн реки — Верхняя Обь до впадения Иртыша.